# U23-Mehrkampf-Länderkampf der Männer und Frauen 1990 BR Deutschland – Großbritannien – Sowjetunion
| 8. Leichtathletik-Länderkampf mit bundesdeutscher Beteiligung 1990                         | 8. Leichtathletik-Länderkampf mit bundesdeutscher Beteiligung 1990 |
| ------------------------------------------------------------------------------------------ | ------------------------------------------------------------------ |
|                                                                                            |                                                                    |
| U23-Mehrkampfvergleich der Männer und Frauen BR Deutschland – Großbritannien – Sowjetunion |                                                                    |
| Austragungsort                                                                             | Lage                                                               |
| Wettbewerbe                                                                                | U23-Männer: 1 U23-Frauen: 1                                        |
| Datum                                                                                      | 25./26. August                                                     |
| 1. FRG 2. URS 3. GBR                                                                       | 51.275 Punkte 50.163 Punkte 48.306 Punkte                          |
| 0Teilwertung U23 Männer                                                                    | 1. URS000029.991 P 2. FRG000029.679 P 3. GBR000027.936 P           |
| 0Teilwertung U23 Frauen                                                                    | 1. FRG000021.596 P 2. GBR000020.370 P 3. URS000020.172 P           |
| Chronik                                                                                    |                                                                    |
| ← ESP-FRG-FRA-GBR 00U23 (M/F)                                                              | FRG-FRA-NLD-SUI00 Str'lauf (M) →                                   |

Der achte Vergleich des Länderkampfjahres 1990 war der zweite Länderkampf für Mehrkämpfer in diesem Jahr und war gleichzeitig die dritte und letzte Begegnung mit der neu eingeführten Gesamtwertung für Männer und Frauen in diesem Jahr. Beteiligt waren neben den bundesdeutschen Athleten wie bereits im ersten Mehrkampf des Jahres Vertreter aus Großbritannien. Hinzu kamen Sportler aus der Sowjetunion. Gastgeber am 25./26. August war der Ort Lage an der Lippe. Ein Aufeinandertreffen der U23-Mehrkämpfer mit diesen drei Ländern fand zum ersten Mal statt.

## Modus
Zur Austragung kamen ein Zehnkampf für die Männer und ein Siebenkampf für die Frauen
Die Gesamtwertung des Länderkampfs ergab sich aus der Addition der Punktzahlen für die jeweils vier besten Athleten der einzelnen Teams aus den Wettbewerben der Männer und Frauen. Zur Teilnehmerzahl je Land gibt es keine Angaben. In den Einzelresultaten sind nur die jeweils ersten Acht sowie die weiteren bundesdeutschen Teilnehmer aufgeführt.

## Ergebnis
Im Zehnkampf lagen die Sowjetunion und die Bundesrepublik nicht weit auseinander. In der Einzelwertung belegten die gewerteten sowjetischen Vertreter die Ränge eins, drei, sechs und sieben. Die bundesdeutschen Athleten kamen auf die Plätze zwei, vier fünf und zehn. Die Addition der Punkte ergab 29.991 Punkte für die UdSSR. 312 Punkte dahinter wurde die Bundesrepublik Zweiter vor dem britischen Team, das mit weiteren 1743 Punkte deutlich zurücklag.
Auch im Siebenkampf gab es einen sowjetischen Erfolg in der Einzelwertung. Doch mit ihren Rängen zwei, drei, vier und acht kam das bundesdeutsche Team auf 21.596 Punkte und gewann damit die Disziplinwertung mit einem Vorsprung von 1226 Punkten klar vor der Sowjetunion. Großbritannien folgte mit einem weiteren Rückstand von 198 Punkten auch hier auf Rang drei.
In der Gesamtwertung lag am Ende das bundesdeutsche Team mit 51.275 Punkten vorn. Mit 50.163 Punkten belegte die Sowjetunion Rang zwei. Großbritannien kam mit 48.306 Punkten auf den dritten Platz.

## Legende
Kurze Übersicht zur Bedeutung der Symbolik – so üblicherweise auch in sonstigen Veröffentlichungen verwendet:
| DNF | nicht im Ziel (did not finish) |

## Resultat U23-Männer

### Teilwertung
| Platz | Land           | Punkte |
| ----- | -------------- | ------ |
| 1     | Sowjetunion    | 29.991 |
| 2     | BR Deutschland | 29.679 |
| 3     | Großbritannien | 27.936 |

### Zehnkampf
| Platz | Name                    | Nation | Punkte | 100 m   | Weit- sprung | Kugel- stoßen | Hoch- sprung | 400 m   | 110 m Hürden | Diskus- wurf | Stabhoch- sprung | Speer- wurf | 1500 m      |
| ----- | ----------------------- | ------ | ------ | ------- | ------------ | ------------- | ------------ | ------- | ------------ | ------------ | ---------------- | ----------- | ----------- |
| 01    | Ramil Ganiew            | URS    | 7747   | 11,15 s | 7,25 m       | 14,05 m       | 2,10 m       | 49,93 s | 15,10 s      | 36,96 m      | 4,50 m           | 53,42 m     | 4:27,39 min |
| 02    | Helge Günther           | FRG    | 7680   | 11,27 s | 5,93 m       | 13,77 m       | 1,98 m       | 49,31 s | 14,78 s      | 43,28 m      | 4,50 m           | 54,85 m     | 4:35,79 min |
| 03    | Sergei Pustowit         | URS    | 7617   | 11,11 s | 7,32 m       | 13,30 m       | 1,92 m       | 50,07 s | 15,32 s      | 41,52 m      | 4,80 m           | 52,50 m     | 4:39,97 min |
| 04    | Stefan Schmid           | FRG    | 7532   | 10,96 s | 6,66 m       | 12,31 m       | 1,92 m       | 49,81 s | 14,87 s      | 39,54 m      | 4,40 m           | 65,18 m     | 4:39,77 min |
| 05    | Gerald Bayer            | FRG    | 7442   | 11,12 s | 7,16 m       | 13,52 m       | 1,86 m       | 48,98 s | 15,97 s      | 40,14 m      | 4,20 m           | 55,70 m     | 4:26,54 min |
| 06    | Tschernjawski           | URS    | 7432   | 11,27 s | 7,29 m       | 12,76 m       | 1,98 m       | 52,80 s | 15,06 s      | 38,68 m      | 4,60 m           | 52,56 m     | 4:33,37 min |
| 07    | Alexander Golowin       | URS    | 7195   | 11,06 s | 6,76 m       | 14,55 m       | 1,92 m       | 49,33 s | 15,98 s      | 40,20 m      | 4,00 m           | 51,90 m     | 4:50,82 min |
| 08    | James Stevenson         | GBR    | 7117   | 11,27 s | 6,77 m       | 11,95 m       | 1,92 m       | 47,54 s | 15,51 s      | 33,76 m      | 3,80 m           | 53,06 m     | 4:18,71 min |
| 000…  |                         |        |        |         |              |               |              |         |              |              |                  |             |             |
| 10    | Dirk-Achim Pajonk       | FRG    | 7025   | 11,11 s | 6,77 m       | 13,39 m       | 1,86 m       | 50,91 s | 15,82 s      | 37,18 m      | 3,80 m           | 49,58 m     | 4:24,31 min |
| 12    | Hans-Cristian Gröninger | FRG    | 6864   | 11,30 s | 5,86 m       | 13,26 m       | 1,86 m       | 52,11 s | 15,36 s      | 38,92 m      | 4,10 m           | 60,04 m     | 4:53,51 min |
| DNF   | Udo Jacobasch           | FRG    |        | 11,40 s | 7,07 m       | 13,01 m       | 1,95 m       | 50,45 s | 15,19 s      | DNS          |                  |             |             |

## Resultat U23-Frauen

### Teilwertung
| Platz | Land           | Punkte |
| ----- | -------------- | ------ |
| 1     | BR Deutschland | 21.596 |
| 2     | Sowjetunion    | 20.370 |
| 3     | Großbritannien | 20.172 |

### Siebenkampf
| Platz | Name                 | Nation | Punkte | 100 m Hürden | Hoch- sprung | Kugel- stoßen | 200 m   | Weit- sprung | Speer- wurf | 800 m       |
| ----- | -------------------- | ------ | ------ | ------------ | ------------ | ------------- | ------- | ------------ | ----------- | ----------- |
| 01    | Ljudmila Michailowa  | URS    | 5644   | 14,17 s      | 1,79 m       | 10,97 m       | 24,62 s | 5,81 m       | 37,46 m     | 2:21,91 min |
| 02    | Mona Steigauf        | FRG    | 5577   | 13,92 s      | 1,79 m       | 11,02 m       | 25,19 s | 5,81 m       | 35,10 m     | 2:22,47 min |
| 03    | Ute Niendorf         | FRG    | 5425   | 14,48 s      | 1,70 m       | 12,39 m       | 25,89 s | 5,64 m       | 41,04 m     | 2:25,51 min |
| 04    | Dagmar Federwisch    | FRG    | 5380   | 14,16 s      | 1,73 m       | 12,69 m       | 26,57 s | 5,40 m       | 39,70 m     | 2:25,95 min |
| 05    | Emma Beales          | GBR    | 5299   | 14,80 s      | 1,67 m       | 13,16 m       | 25,46 s | 5,51 m       | 35,44 m     | 2:25,78 min |
| 06    | Angela Antroschenko  | URS    | 5277   | 14,37 s      | 1,61 m       | 12,31 m       | 25,16 s | 5,30 m       | 37,28 m     | 2:22,40 min |
| 07    | Tamara Mamonowa      | URS    | 5231   | 14,48 s      | 1,70 m       | 12,09 m       | 24,79 s | 5,59 m       | 27,96 m     | 2:27,32 min |
| 08    | Christiane Beinhauer | FRG    | 5214   | 15,01 s      | 1,70 m       | 09,47 m       | 25,59 s | 5,52 m       | 33,20 m     | 2:11,17 min |
| 000…  |                      |        |        |              |              |               |         |              |             |             |
| 10    | Birgit Maschler      | FRG    | 5151   | 14,92 s      | 1,67 m       | 11,73 m       | 26,47 s | 5,67 m       | 35,60 m     | 2:25,70 min |